# الشخص النحوي في اللغة العربية
الشخص النحوي في اللغة العربية هو تصنيف صرفي نحوي يُستخدم لتمييز ضمائر وأفعال اللغة بحسب موقع المتكلم في سياق الحديث. يُقسَّم إلى ثلاثة أنواع رئيسية: شخص المتكلم، شخص المخاطب، وشخص الغائب، ويتفرع كل نوع بحسب الجنس (مذكر/مؤنث) والعدد (مفرد، مثنى، جمع). يتجلى أثر الشخص النحوي في تركيب الجملة، وتطابق الأفعال والضمائر، ويُعدُّ أحد المحاور الأساسية في النحو العربي.

## التقسيم النحوي للشخص
يُقسَّم الشخص في اللغة العربية كما يلي:

### 1. المتكلم (الشخص الأول)
هو من يتحدث عن نفسه أو عن جماعة يشاركها الحديث.
- المفرد: أنا
- الجمع: نحن

أمثلة:
- أنا أكتبُ رسالة.
- نحنُ نحبُّ الخير.

### 2. المخاطب (الشخص الثاني)
هو من يُوَجه إليه الخطاب، وتختلف الضمائر بحسب الجنس والعدد:
- أنتَ (مفرد مذكر)
- أنتِ (مفرد مؤنث)
- أنتما (مثنى للمذكر والمؤنث)
- أنتم (جمع مذكر)
- أنتنَّ (جمع مؤنث)

أمثلة:
- أنتَ طالبٌ مجتهد.
- أنتنَّ كريمات.

### 3. الغائب (الشخص الثالث)
هو من يُتَحدث عنه، ويأخذ الضمائر التالية:
- هو (مفرد مذكر)
- هي (مفرد مؤنث)
- هما (مثنى)
- هم (جمع مذكر)
- هنَّ (جمع مؤنث)

أمثلة:
- هو يقرأ الكتاب.
- هنَّ يعملن في المكتبة.

## تأثير الشخص في تصريف الأفعال
تلعب الضمائر النحوية دوراً رئيسياً في تصريف الأفعال، حيث يتغيّر شكل الفعل تبعًا للشخص والنوع والعدد. فيما يلي جدول يُبيّن الفعل "كَتَبَ" في الماضي مع الضمائر المختلفة:
| الشخص           | الضمير | الفعل (ماضي) |
| --------------- | ------ | ------------ |
| متكلم مفرد      | أنا    | كتبتُ         |
| متكلم جمع       | نحن    | كتبنا        |
| مخاطب مفرد مذكر | أنتَ    | كتبتَ         |
| مخاطب مفرد مؤنث | أنتِ    | كتبتِ         |
| مخاطب مثنى      | أنتما  | كتبتما       |
| مخاطب جمع مذكر  | أنتم   | كتبتم        |
| مخاطب جمع مؤنث  | أنتنَّ   | كتبتنَّ        |
| غائب مفرد مذكر  | هو     | كتبَ          |
| غائب مفرد مؤنث  | هي     | كتبتْ         |
| غائب مثنى       | هما    | كتبا / كتبتا |
| غائب جمع مذكر   | هم     | كتبوا        |
| غائب جمع مؤنث   | هنَّ     | كتبنَ         |

## في علم اللغة
في اللسانيات، يُقصد بـالضمير النحوي التمييز النحوي بين الإشارات الديكتية إلى المشاركين في الحدث؛ وعادةً ما يكون التمييز بين المتحدث (الشخص الأول)، والمخاطب (الشخص الثاني)، والآخرين (الشخص الثالث). تُعرَّف مجموعة الضمائر في أي لغة عادةً بحسب الضمير النحوي.
على غرار اللغة العربية، تُميز لغات أخرى الشخص النحوي، كـ اللغة الإنجليزية واللغة الفرنسية، لكنها غالبًا لا تراعي التمييز بين المذكر والمؤنث بشكل دقيق كما في العربية، ولا تستخدم المثنى.
يشمل الشخص الأول المتكلم (بالإنجليزية: I، we)، والشخص الثاني هو الشخص أو الأشخاص المخاطَبين (بالإنجليزية: your أو you)، أما الشخص الثالث فيشمل كل من لم يُذكر أعلاه (بالإنجليزية: he، she، it، they).
وغالبًا ما يؤثر ذلك أيضًا على الأفعال، وأحيانًا على الأسماء أو العلاقات الإضافية.

## للاطلاع
- تمام حسان، اللغة العربية معناها ومبناها، دار الثقافة، القاهرة، ط5.
- عبد الله درويش، النحو الوظيفي، دار الفكر العربي، بيروت، 1990م.
- عبده الراجحي، التطبيق النحوي، دار النهضة العربية.
- ابن عقيل، شرح ابن عقيل على ألفية ابن مالك، دار التراث.